# Piskóta
A piskóta világszerte népszerű, Európából származó sütemény, mely tojásból, lisztből és cukorból készül, könnyű tésztájú, melynek ruganyos, könnyed állagát a felvert tojásfehérje biztosítja. Bár eredetileg búzalisztből készül, ételérzékenyek alternatív lisztekből is elkészíthetik, például zabpehelylisztből.
Rendkívül sokoldalúan felhasználható sütemény, képezheti torták alapját, lehet belőle piskótatekercset készíteni, többféle töltelékkel, somlói galuskát vagy akár trüffelt is. A tésztához lehet adni darált mákot, diót, vagy gyümölcsöket is. Sütőporral lehet segíteni a tészta emelkedését, lazítását.
Jellegzetes formájú, száraz változata a babapiskóta.

## Eredete
A piskótát a nemzetközi (francia) gasztronómiában savoyai tésztának (Gâteau de Savoie) nevezik, melyet a hagyomány szerint VI. Amadé savoyai gróf (1334 - 1383) cukrásza készített el elsőként. Egyes források szerint Spanyolországban, más források szerint Portugáliában találták fel. Szakácskönyvben első említése 1615-ből, Gervase Markham's The English Huswife című könyvében szerepel. A francia forradalom után Benaud és Tavot párizsi cukrászok a liszt egy részét keményítővel helyettesítették, még könnyebbé téve a tésztát.
A piskóta magyar elnevezése az olasz biscotto (latin bis.coctum, „kétszer sült”) szóból ered; a német Biskotte bajor–osztrák piskot változatát vettük át.

## Elkészítése
A legegyszerűbb alaprecept 1:1:1 arányban tartalmazza a hozzávalókat. Hat tojáshoz hat kanál liszt és hat kanál cukor kell. A tojássárgáját cukorral habosra kell keverni, a tojásfehérjét csipet sóval kemény habbá verni. A habot vigyázva keverik a tojássárgájához, majd rászitálják a lisztet és fakanállal óvatosan beleforgatják, nagy, félköríves mozdulatokkal. Ha egy evőkanál liszt helyett a tésztába egy evőkanál keményítő kerül, magasabb lesz a piskóta. A tepsit sütőpapírral bélelik, majd előmelegített sütőben 180 fokon kell sütni a tésztát úgy 25 percig. A tészta összeesik, ha közben kinyitják a sütőajtót.
Az alapreceptnek van vajas és vizes változata is. A vajas változatnál 100 gramm vajat kell cukorral habosra keverni, hozzáadni a tojássárgáját, majd a tojáshabot. A vizes változatnál a hat tojáshoz és hat evőkanál cukorhoz hat evőkanál víz kerül. A cukorral habosra kevert tojássárgájához kanalanként kell hozzáadni a vizet, illetve egy teáskanál szódabikarbóna is kerül a keverékbe.
Ha a piskótatésztához gyümölcsöket adnak, előtte érdemes a gyümölcsöt lisztbe vagy zsemlemorzsába forgatni, így nem süllyed le a tészta aljára és nem lesz nedves tőle a kész tészta. Kakaópor vagy olajos magvak hozzákeverése esetén kevesebb lisztet kell használni, hogy ne legyen tömör a tészta.

### Alain Ducasse receptje
a sütőformához
- 20 g vaj
- 80 g barna cukor

a tésztához
- 60 g BL45 liszt
- 60 g keményítő
- 165 g kristálycukor
- 100 g tojássárgája
- 150 g tojásfehérje
- 1 g só

a tálaláshoz
- porcukor

Az előre lehűtött tortaformát kikenjük a vajjal és beterítjük a barnacukorral. A maradék barnacukrot finoman kiöntjük a formából, majd a kikent formát visszatesszük a hűtőbe.
Átszitáljuk a lisztet a keményítővel. A tojásfehérjét kemény habbá verjük a sóval. Közben a cukrot és a sárgáját kikeverjük habosra, majd simára eldolgozzuk benne a lisztes keveréket.
Egy spatulával lépésről-lépésre belekeverjük a tojásfehérje-habot, anélkül, hogy összetörnénk, mindig csak egy irányba keverve, éppen csak addig, amíg a fehérje már nem különböztethető meg benne. Áttöltjük a sütőformába, amelynek a nyers tészta legfeljebb a 2/3-ig érhet. 170 °C-on 20 percig sütjük, majd 150 °C-on további 10 percet.
A sütőből kivéve 2 percig pihentetjük, majd a formából egy rácsra kifordítva hagyjuk kihűlni. Felvágás előtt meghintjük a porcukorral.

## Galéria

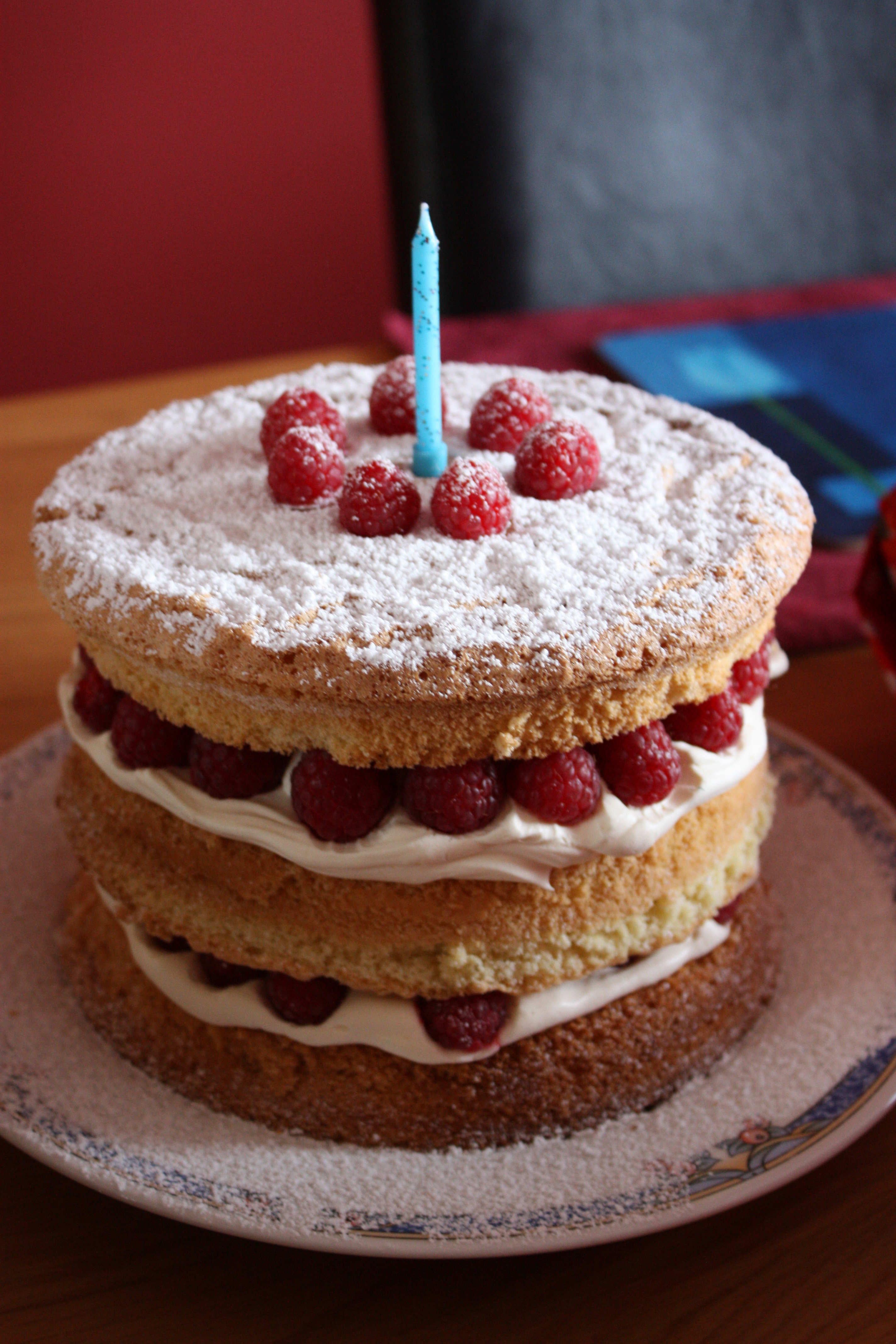
Torta piskótalapokból
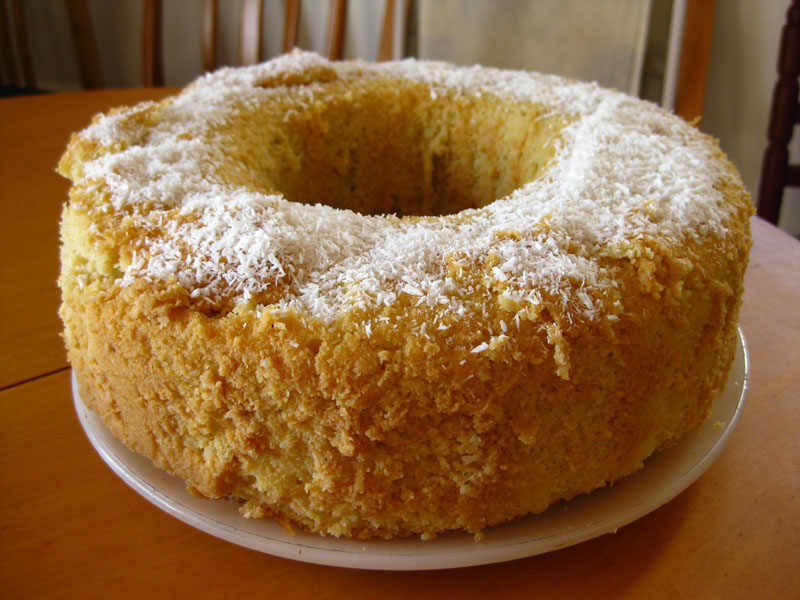
Faviola, likőrbe áztatott katalán piskóta
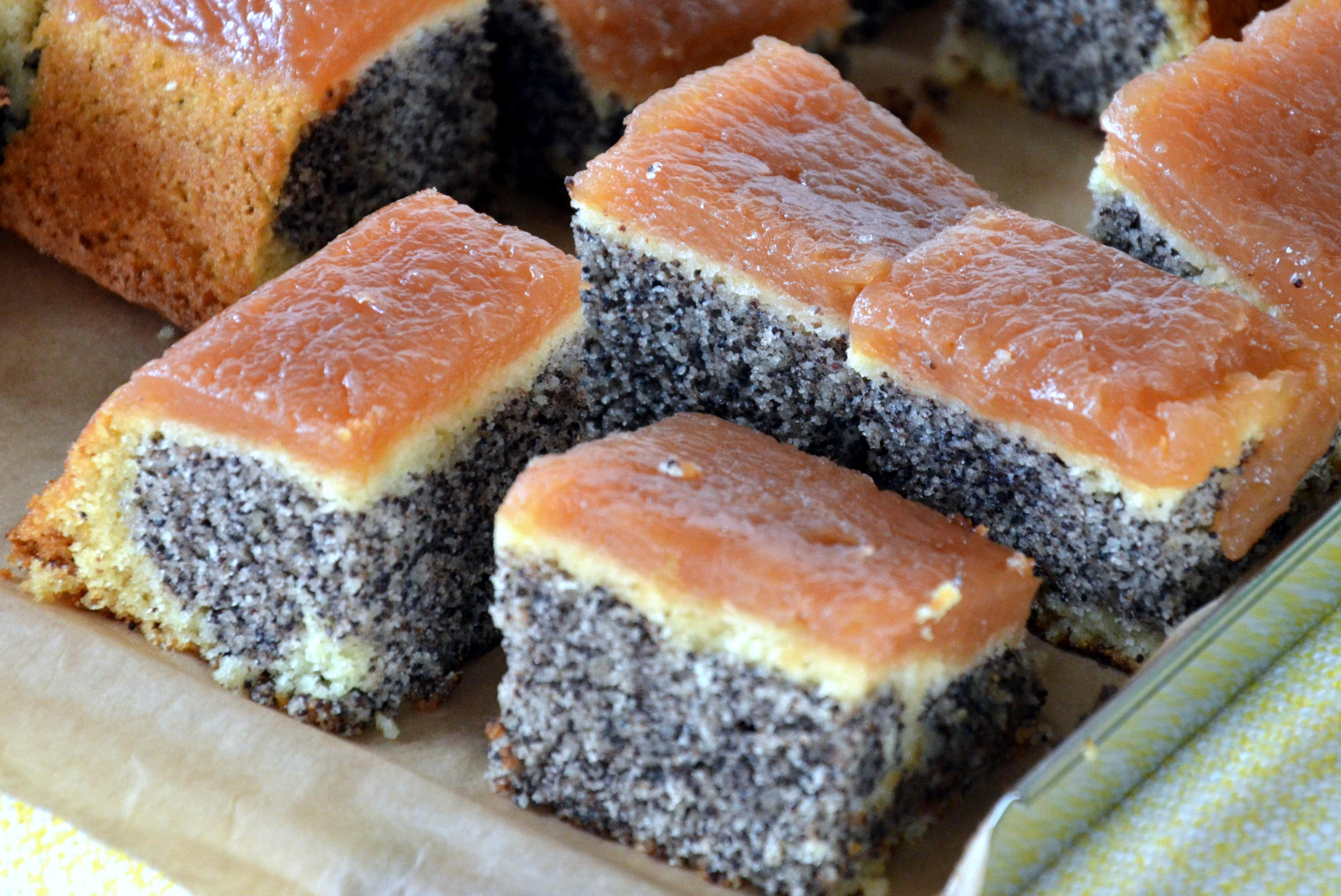
Mákos piskóta Lengyelországból
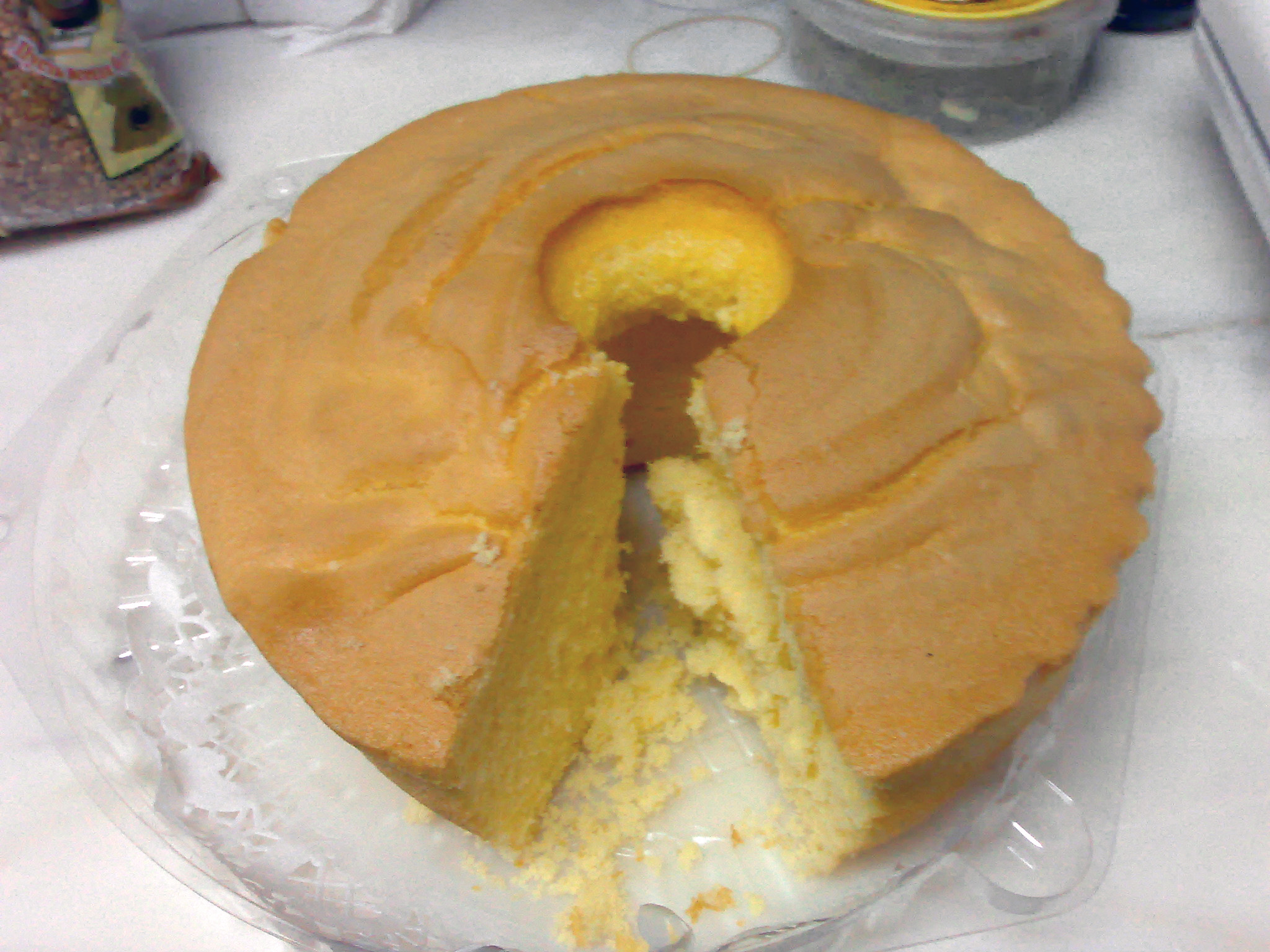
Pão-de-ló, egyes források szerint az eredeti piskóta, Portugáliából